# Hemitrygon yemenensis
Hemitrygon yemenensis é uma espécie de raia proveniente do Iémen; os únicos exemplares conhecidos são espécimes recolhido no Iémene em 1902 e que tem estado num museu em Viena da Áustria mas que só foi reconhecido como uma nova espécie mais de cem anos depois, na sequência de um investigador (Alec Moore) ter ido verificar a lista dos espécimes recolhidos na expedição de 1902 e ter encontrado um tipo de raia diferente de todos os outros conhecidos.
Devido à guerra que atualmente assola o Iémen, tem sido impossível a cientistas fazerem mais investigações sobre o animal, sendo até possível que já esteja extinto.

## Bilbiografia
- Moore, Alec B. M.; Last, Peter R.; Naylor, Gavin J.P. (23 de julho de 2020). «Hemitrygon yemenensis sp. nov., a new species of stingray (Myliobatoidea: Dasyatidae) from the northwestern Indian Ocean». Zootaxa (em inglês). 4819 (2): 364-374. doi:10.11646/zootaxa.4819.2.8